# Чалый, Валерий Александрович
Вале́рий Алекса́ндрович Ча́лый (укр. Валерій Олександрович Чалий, 13 марта 1958, Севастополь, СССР) — украинский и российский футбольный тренер.

## Карьера футболиста
Выступал за кировское «Динамо», севастопольский футбольный клуб «Атлантика» (затем — «Чайка»), симферопольскую «Таврию».

## Тренерская карьера
Тренерскую карьеру начинал в клубе Суперлиги чемпионата Украины по пляжному футболу ПФС (Севастополь), также работал с одноимённой командой по футзалу. С 2011-го по 2012-й год — тренер команды «Искра-Сталь» (г. Рыбница, Молдавия). Затем тренировал ФК «Севастополь-2». Обладатель Кубка Молдавии 2011 года, участник Лиги Европы, обладатель кубка Президента Татарстана 2014 года.
С 17 июля 2014 до февраля 2015 и с 10 сентября 2015 — главный тренер ФК «Рубин» Казань (отправленный в отставку в сентябре 2015 Ринат Билялетдинов до февраля был заявлен как старший тренер, являясь де-факто главным тренером — в связи с отсутствием лицензии категории «PRO»). После аннексии Крыма Россией принял российское гражданство.
В сентябре 2016 года был назначен начальником управления по делам молодёжи и спорта Севастополя. 30 марта 2017 г. был уволен. 13 ноября 2017 г решением Правительства Севастополя назначен генеральным директором ФК «Севастополь», выступающего в Премьер Лиге КФС.
| Команда | Начало работы | Окончание работы | И  | В  | Н  | П  | ГЗ | ГП | ±   | В%    |
| ------- | ------------- | ---------------- | -- | -- | -- | -- | -- | -- | --- | ----- |
| Рубин   | 17.07.14      | 14.02.15         | 19 | 9  | 6  | 4  | 27 | 18 | +9  | 47.36 |
| Рубин   | 10.09.15      | 21.05.16         | 30 | 9  | 9  | 12 | 36 | 35 | +1  | 30,00 |
| ВСЕГО   |               |                  | 49 | 18 | 15 | 16 | 63 | 53 | +10 | 36,73 |